# 山本正之'89 少年の夢は生きている
山本正之'89 少年の夢は生きているは山本正之の二枚目のアルバムである。1989年に発売され、1992年に1stアルバムの『山本正之'88』と共に廉価版が再発売された。

## 内容
ややコミックソングよりだった『'88』と違い、様々な作風を見せており、山本のオリジナル曲の方向性を強く印象付けている。この当時山本が深く関わっていたイメージカプセルからの再録もあり、作風の広がりに一役買っている（このアルバム自体がイメージカプセルの企画の一つでもある）。
なお、ブックレットには「特別な感謝」としてピンクピッギーズ等に並び、ザ・コーツの甲本ヒロトと亀山哲彦の名が載せられている。これは『逆転イッパツマン』の放送当時に甲本らが山本を訪ねた事から親しくなったという縁であり、この前後から甲本はコーラスで山本の楽曲に参加、亀山は弟子として山本のバンドの演奏を務める事になる。

## 収録曲
作詞、作曲、歌は全て山本。
1. CHICAGO（4：02）
　（編曲：田中公平）
前回のアルバムのイメージを覆す「渋い」曲調であり、山本の持つ多様な作風を印象付けている。
2. 宇宙一のスチャラカ男（3：06）
　（編曲：田中公平/コーラス：ひとりクレージー）
『未来放浪ガルディーン』のイメージアルバムからの再録。「植木等の新曲ではないか」と疑う人がいたというほど、ハナ肇とクレージーキャッツの作風を忠実に再現している。『ガルディーン』で他に山本が関わった楽曲は『続・山本正之作品大全集』に再録された。余談だが、『ガルディーン』のアルバムのブックレットによると「ひとりクレージー」とは山本の多重録音であり、メンバーはハナ正之、谷山本、犬塚正之、山本センリ、正之エータローの五人らしく、安田山本はいない（他の「ひとりクレージー」楽曲には参加している）。
3. ビンボーの夜明け（4：18）
　（編曲：田中公平）
『ナマケモノが見てた』のイメージアルバムからの再録。学生時代に貧乏だった山本の経験が歌詞の中に深く現れている。なお、『ナマケモノ』の他の楽曲は『ガルディーン』と同様に『続・山本正之作品大全集』に収録された他、2005年にイメージアルバムが廉価版で再発された。
4. 大きくなったら（0：24）
　（編曲：山本正之）
「短編シリーズ」。「大きくなったら何になりたい」というありふれた質問を意外な形で答える。
5. 天の浮舟（7：32）
　（編曲：田中公平）
山本独特の宇宙観と哲学が垣間見えるシリーズの一曲で、ギターとボーカル以外は全て機械による演奏。
6. 新宿が荒野だった頃（8：14）
　（編曲：藤原いくろう/挿入詩：伊原通雄）
都会ではあるものの、心が落ち込んだ人々が行き交う街「新宿」を「荒野」に喩えた曲。挿入詩の伊原は山本の学生時代の同級生で、伊原の書き溜めた詩は山本の楽曲に何度か引用されている。
7. ハイヒール（1：39）
　（編曲：山本正之）
山本独特の恋愛観である、控え目でささやかな想いと「愛別離苦」を語る曲。なお、一分半と短めではあるが、「短編シリーズ」ではない。
8. 100点シュッパツマンの歌（3：16）
　（編曲：田中公平/コーラス：ピンクピッギーズ）
「ナントカマンシリーズ」。『逆転イッパツマン』のセルフパロディでもあり、冒頭の「パパパパ……」の叫びを「シュシュシュシュ……」と蒸気機関車の走る擬音に置き換えている。なお、間奏部分には『線路は続くよどこまでも』のメロディをアレンジしたものが挿入されており、後に『究極超人あ～る』のOVAのBGMのモチーフになった。
9. 熱血九州男児の唄（4：40）
　（編曲：藤原いくろう）
前作収録の『おぢさんシンドローム』の対極に位置するかのような熱血サラリーマンを歌った曲。モデルは実在の人物らしく、娘が劇団に入っている。
10. 人妻セレナーデ（0：19）
　（編曲：山本正之）
「短編シリーズ」だが、本来は非常に長い楽曲。ライブで度々「ロングバージョン」が歌われる代表曲の一つだが、歌詞は時事ネタや社会批判がメインなのでCDには収録されていない。
11. 多角形物語2（3：31）
　（編曲：田中公平/デュエット：川村万梨阿）
『優&魅衣』のイメージアルバムからの再録で、出演声優が歌っていたものを山本と川村で録り直した為「2」がタイトルに付加されている。
12. おはようシンデレラ（5：34）
　（編曲：田中公平）
舞台に立つ女優を、『ハイヒール』とは違う観点で見守る。演奏に参加しているストリングスは総勢24人と、イメージカプセルの中でも最も大規模なものである。
13. フラフープ（0：28）
　（編曲：山本正之）
「短編シリーズ」。1958年、山本の友人の「すすむ」との事件を歌った曲。なお、『ザ・短編』にはこの他にも、山本が少年時代に歌った「楽曲」が多数収録されている。
14. 少年の夢は生きている（5：39）
　（編曲：藤原いくろう）
ライブのラストを飾る事も多い、山本の代表曲。少年時代に山本が経験した出来事を、「飾らずにただ並べていく」という独特の歌詞は、「山本節」の源流とも言える。なお、後に『あああ がらがら どんどんどん』にて歌詞（エピソード）を追加したバージョンが歌われ（ライブ収録）、『才能の本能』及び『燃えよ少年ドラゴンズ!』にてギターのソロ弾きでスタジオ音源版が収録された。また、『正しい未来』において、それぞれのエピソードのその後を歌った『空を弾く少年』が収録された。
15. 游ぎつづけて（5：30）
　（編曲：藤原いくろう）
山本の主催する劇団「山本正之プレゼンツ」によって上演された『游ぎつづけてビリジアン』のテーマにして、遥かな旅への前向きな曲。なお、インストゥルメンタルがライブのBGMなどに使われる事も多い。